# اولکسوو
اولکسوو (به لهستانی:  Oleksów) یک روستا در لهستان است که در گمینا گنگووشوو واقع شده‌است.